# Maison des Li
La Maison des Li (chinois : 李 ; pinyin : Lǐ ; Wade : Li) était la maison régnante de la dynastie Liang occidental et de la dynastie Tang en Chine.

## Présentation
La famille Li est originaire de la commanderie de Longxi (en) et avait des origines ethniques Han. Elle était également connue sous le nom de lignée des Li de Longxi (隴西李氏), qui incluait le célèbre poète Tang Li Bai. La famille Li faisait partie de l'aristocratie militaire du nord-ouest, influente durant la dynastie Sui,
Selon les archives officielles de la dynastie Tang, la famille Li descendait du sage taoïste Lao Tseu (dont le nom personnel était Li Dan ou Li Er) ainsi que du général de la dynastie Qin, Li Xin, du général de la dynastie Han, Li Guang (en),, et de Li Gao (en), le dirigeant d'origine Han de la dynastie Liang de l'Ouest. Vers la fin de la période des dynasties du Nord et du Sud, la famille Li s'est alliée aux familles royales Xianbei par des mariages, lorsque Li Bing (en) (le père ethniquement Han du premier empereur Tang) épousa la duchesse Dugu (en), elle-même partiellement Xianbei et fille du célèbre général Xianbei Dugu Xin (en)),. À cette époque, les mariages entre l'élite Han et les princesses Xianbei étaient courants. Depuis les années 480 de notre ère, les Wei du Nord avaient organisé des mariages pour que des membres de l’élite Han épousent des princesses de la famille impériale Tuoba des Xianbei. Plus de la moitié des princesses Tuoba Xianbei des Wei du Nord avaient épousé des hommes Han issus de familles impériales et aristocratiques des dynasties du Sud, qui avaient fait défection pour rejoindre les Wei du Nord.

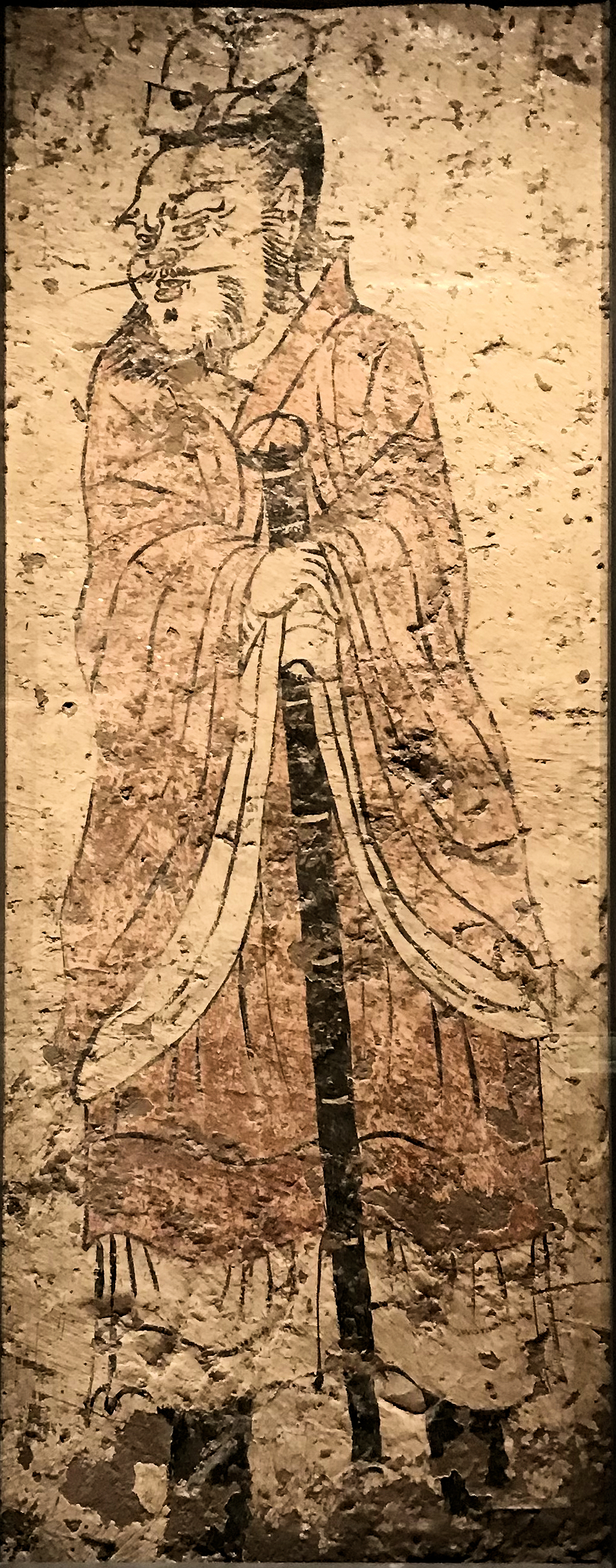
Portrait sur la tombe du Général (504-569).

Les khagans du khaganat kirghize du Ienisseï revendiquaient également une ascendance Longxi Li, en se disant descendants du général Li Ling de la dynastie Han. Li Ling, petit-fils de Li Guang, avait fait défection de la dynastie Han pour rejoindre les Xiongnu au premier siècle avant notre ère,,,. Pour cette raison, le khagan kirghiz était reconnu comme un membre de la famille impériale Tang,:394–395. L’empereur Zhongzong de Tang alla jusqu’à déclarer aux Kirghiz : « Votre nation et la nôtre appartiennent au même clan ancestral (zong). Vous n'êtes pas comme les autres étrangers. »:126
La famille impériale Tang était surveillée par le Zongcheng si (en) (宗正寺). D’autres membres éminents de la lignée Longxi Li à l'époque Tang incluaient les généraux Li Jing et Li Jiongxiu (en), les chanceliers Li Yiyan (en), Li Kui (en), Li Wei (en), Li Fengji (en) et Li Zhaode (en), l’officiel Li Zhongyan (en), ainsi que le poète Li Bai. La lignée impériale Tang des Longxi Li comportait également des sous-lignées, telles que les Guzang Li (姑臧), d’où était issu Li Zhuanmei (李專美), qui servit sous la dynastie des Jin postérieurs.
Sous la dynastie Tang, les familles Li de Zhaojun (趙郡李氏), le clan Cui de Boling (en), le clan Cui de Qinghe (en), le clan Lu de Fanyang (en), la famille Zheng de Xingyang (滎陽鄭氏), la famille Wang de Taiyuan (太原王氏) et la famille Li de Longxi (隴西李氏) faisaient partie des sept familles nobles entre lesquelles les mariages étaient interdits par la loi.
Plus récemment, certains chercheurs ont émis l’hypothèse que la famille impériale Tang aurait pu modifier sa généalogie pour dissimuler un héritage Xianbei. Ils citent en exemple le général Li Xian de la dynastie des Zhou du Nord, qui revendiquait une descendance du général Han Li Ling, mais dont la tombe indique une ascendance Xianbei éloignée,. Cependant, aucune preuve directe n’atteste que la famille impériale Tang ait effectué de telles modifications.
Certaines branches cadettes de la famille impériale des Tang se sont installées au Fujian. La branche fondée par Li Dan (李丹) est devenue influente sous la dynastie Song, tout comme une autre fondée par Li Fu (李富). Des descendants des empereurs Tang vivent aujourd'hui dans le village de Chengcun, près des montagnes Wuyi, dans le Fujian.
Sous la dynastie des Jin postérieurs, durant la période des Cinq Dynasties, des duchés (二王三恪) ont été créés pour les descendants des familles impériales des Zhou du Nord, des Sui et des Tang.
La famille Hu de Xidi descend de Hu Shiliang, de Wuyuan, lui-même descendant de Hu Changyi, un fils de l’empereur Zhaozong des Tang, qui fut adopté par la famille Hu de Wuyuan,,,,,,.

## Membres célèbres
- Li Xin (général)
- Li Mu (en)
- Li Xin (en)
- Li Guang (en)
- Li Ling
- Li Rangyi (en)
- Li Fengji (en)
- Li Wei (en)
- Li Yiyan (en)
- Li Hui (en)
- Li Shi (en)
- Li Yuanhong (en)
- Li Ke (en)